# Murks
Murks ist eine umgangssprachliche Bezeichnung für fachwerklich beurteilte Leistungen (meist handwerklich), die unzureichend bis mangelhaft erfüllt wurden.
Auch Pfusch ist eine umgangssprachliche Bezeichnung für die Arbeit einer Person ohne ausreichende Fachkenntnisse beziehungsweise deren Ergebnis, ein fehlerhaftes Produkt, einen Baumangel oder eine miserable, stümperhafte Dienstleistung.
Des Weiteren versteht man unter Pfusch und Murks (im Allgemeinen) auch etwas Misslungenes oder das Gefühl, dass alle Dinge falsch laufen. Der Begriff wird in Sätzen wie „Mein Leben ist ein totaler Murks“ synonym zu „verpfuschtes Leben“ verwendet, „Guter Pfusch ist auch keine schlechte Arbeit“ oder auch als Verb: „Du hast das total vermurkst/verpfuscht“ ‚Du hast das völlig falsch gemacht‘.
Daneben steht noch die Bedeutung abmurksen ‚umbringen‘ („Jetzt murks ich dich ab!“ ‚Ich bring dich um‘), deren etymologischer Zusammenhang unklar ist.

## Regionale Besonderheiten
Neben der auch in Österreich verwendeten gemeindeutschen Bedeutung ist im Pfusch arbeiten als Euphemismus für Schwarzarbeit in Verwendung, also eine Arbeit unter Vermeidung der gesetzlichen Steuern und Abgaben. Dies bezieht sich ausdrücklich auch auf ausgebildete Facharbeiter und gute Qualitätsarbeit und ist nicht mit mangelhafter Arbeit zu verwechseln. Diese Bedeutung ist teilweise auch in Bayern und auf dem Gebiet der ehemaligen DDR gebräuchlich.
Eine Redewendung ist das Husch-Pfusch-Verfahren, eine ‚schlampige Notlösung‘, zu huschen ‚schnell laufen‘, aber auch konnotiert zu Huscher in „einen Huscher haben“ ‚einen Dachschaden haben‘.